# Al di là
Chansons ayant remporté le Festival de Sanremo et représentant l'Italie au Concours Eurovision de la chanson
Romantica
(1960) Addio, addio
(1962)
Al di là (« Au-delà ») est une chanson écrite par Mogol et composée par Carlo Donida enregistrée pour la première fois par Betty Curtis en 1961.
La chanson représente l'Italie au Concours Eurovision de la chanson 1961.

## À l'Eurovision
C'est la chanson ayant été choisie pour représenter l'Italie au Concours Eurovision de la chanson 1961 qui se déroulait le 18 mars à Cannes, en France, après avoir remporté le 11e Festival de Sanremo le 2 février 1961. Comme d'habitude au festival de Sanremo, la chanson y est interprétée à deux reprises par deux artistes différents, Betty Curtis et Luciano Tajoli.
Elle est intégralement interprétée en italien, langue nationale de l'Italie, comme le veut la coutume avant 1966. L'orchestre est dirigé par Gianfranco Intra.
Il s'agit de la seizième et dernière chanson interprétée lors de la soirée, suivant Are You Sure? des Allisons qui représentaient le Royaume-Uni.
À l'issue du vote, elle a obtenu 12 points et se classe 5e — à égalité avec la chanson Angelique de Dario Campeotto représentant le Danemark — sur 16 chansons,.

## Liste des titres
| A. | Al di là    | Giulio « Mogol » Rapetti, Carlo Donida | 3:55 |
| B. | Vicino a te | Gigi Cichellero (it)                   | 3:00 |

## Reprises et adaptations
Al di là a été reprise de nombreuses fois par plusieurs artistes différents :
- En 1961 par : Tony Dallara, Milva, Emilio Pericoli, Luciano Tajoli
  - une adaptation en français sous le titre Par-delà a été enregistré par José Francis, Luis Mariano et Maria Candido ;
- En 1962 par : Connie Francis ;
- En 1963 par : 
  - Al Hirt sur son album Honey in the Horn ;
  - Al Martino sur son album The Italian Voices of Al Martino album ;
  - Jerry Vale sur son album Arrivederci, Roma ;
- En  1964 : The Ray Charles Singers (en)
- En 1968 : Sergio Franchi parue sur son album Wine and Song.

## Classements

### Version de Betty Curtis
| Classement (1961)               | Meilleure position |
| ------------------------------- | ------------------ |
| Belgique (Wallonie Ultratip 50) | Tip                |
| Italie (Musica e dischi)        | 11                 |

| Classement (1961)        | Meilleure position |
| ------------------------ | ------------------ |
| Italie (Musica e dischi) | 63                 |

### Version d'Emilio Pericoli
| Classement (1961)        | Meilleure position |
| ------------------------ | ------------------ |
| États-Unis (Hot 100)     | 6                  |
| Italie (Musica e dischi) | 2                  |

### Version de Luciano Tajoli
| Classement (1961)        | Meilleure position |
| ------------------------ | ------------------ |
| Italie (Musica e dischi) | 3                  |

| Classement (1961)        | Meilleure position |
| ------------------------ | ------------------ |
| Italie (Musica e dischi) | 43                 |

### Autres versions
| Artiste                  | Année | Classement | Classement |
| Artiste                  | Année | IT         | É-U        |
| ------------------------ | ----- | ---------- | ---------- |
| Tony Dallara             | 1961  | 32         | —          |
| Connie Francis           | 1962  | —          | 90         |
| Ray Charles Singers (en) | 1964  | —          | 29         |